# Ni d'Àries
Ni d'Àries (ν Arietis) és una estrella de la constel·lació d'Àries. És una nana de la seqüència principal del tipus A de la magnitud aparent +5,45. Està aproximadament a 347 anys llum de la Terra.